# Pavel Hofírek
Pavel Hofírek (* 10. června 1947) je bývalý český charitativní pracovník z Kyjova a politik za KDS, později za Občanskou demokratickou stranu, po sametové revoluci československý poslanec Sněmovny národů Federálního shromáždění .

## Biografie
Ve volbách roku 1992 byl zvolen za KDS, respektive za koalici ODS-KDS, do české části Sněmovny národů (volební obvod Jihomoravský kraj). Ve Federálním shromáždění setrval do zániku Československa v prosinci 1992.
Později přešel spolu s celou KDS do ODS. V senátních volbách roku 1996 kandidoval do horní komory českého parlamentu za senátní obvod č. 79 - Hodonín, coby kandidát ODS. V 1. kole získal nejvíc hlasů, ale ve 2. kole ho porazil a senátorem se stal Jan Benda. Bydlel v Kyjově. Roku 1996 se uvádí jako statutární zástupce - ředitel Charity Kyjov. Byl členem kyjovské organizace ODS. Z čela kyjovské charity odešel až roku 2007, kdy nastoupil do penze.
V únoru 1990 se v rámci kooptací stal poslancem Městského národního výboru v Kyjově a zvolen do městského zastupitelstva v Kyjově byl v komunálních volbách roku 1990. V komunálních volbách roku 1994 neúspěšně kandidoval do zastupitelstva obce Kostelec za KDS. Opětovně se bez úspěchu o kandidaturu pokoušel v komunálních volbách roku 1998 a komunálních volbách roku 2002, nyní již za ODS. Profesně se uvádí jako ředitel Charity.